# Victor Wégria
Victor Wégria (4 novembre 1936 – 6 giugno 2008) è stato un calciatore belga, di ruolo attaccante.

## Carriera
Fu capocannoniere del campionato belga per 4 volte: nel 1959, nel 1960, nel 1961 e nel 1963. Solo Erwin Vandenbergh ha ottenuto quel titolo più volte di lui (6).

## Palmarès

### Club

#### Competizioni nazionali
- Coppa del Belgio: 1

Standard Liegi: 1965-1966